# Eysenhardtia subcoriacea
Eysenhardtia subcoriacea är en ärtväxtart som beskrevs av Francis Whittier Pennell. Eysenhardtia subcoriacea ingår i släktet Eysenhardtia och familjen ärtväxter. Inga underarter finns listade i Catalogue of Life.